# Caràcters
|  | Aquest article tracta sobre l'obra de Teofrast. Vegeu-ne altres significats a «Caràcters, revista de llibres». |

Caràcters (περὶ αὶσθήσεως [καὶ αισθητῶν) és una obra de Teofrast en què descriu els diferents tipus de persones que poden existir i ha estat un model per a la teoria sobre el personatge. Fortament inspirada en els plantejaments ètics del seu mestre Aristòtil, el llibre descriu amb ironia pessimista diferents tipus morals, ressaltant-ne els vicis. Cada tipus inclou una descripció breu, en format de text expositiu, amb exemples de la seva actuació, que sovint recullen fets quotidians o cites. L'obra tingué gran ressò durant l'edat mitjana i el barroc, tant com a exercici de composició com per a buscar inspiració artística.
Els caràcters descrits en l'obra són:
1. el sorneguer
2. el llagoter
3. el xerraire
4. el rústec
5. l'afalagador
6. el bandarra
7. el bocamoll
8. el fantasiaire
9. el barrut
10. el gasiu
11. el brètol
12. l'imtempestiu
13. l'eixelebrat
14. el talòs
15. el superbiós
16. el supersticiós
17. el malcontent
18. el malfiat
19. el fastigós
20. el carregós
21. el bufanúvols
22. el ganyó
23. el fatxenda
24. l'arrogant
25. el covard[2]
26. el manaire
27. el desficiós
28. el maldient
29. el malànima
30. el tinyeta